# 林朝圻
林朝圻（1847年6月6日—1928年11月4日），名顯，號受海，四川省嘉定府威遠縣新店區新和鄉大壩口人，清朝政治人物、光緒二十一年乙未科同進士出身。
光緒二十一年（1895年），参加光緒乙未科殿試，登進士三甲64名。同年五月，著交吏部掣签分发各省，以知县即用。

## 事略[2][3][4]
- 道光二十七年(1847年)六月六日生於新店區新和鄉大壩口老宅，祖籍福建長汀，清康熙六十年(1717年)遷居四川威遠，其祖輩遷川後，初以鹽業起家，繼以耕讀傳家。其王父文鑒公以明經進士顯。他少有奇稟，動承祖訓，好讀書，能兼記，且重氣節，剛直不阿；年十八即下筆千言，其才駿之氣為人所稱道。
- 同治十三年甲戌(1874年)入縣學。翌年，歲試時，南皮張之洞任蜀提學使，按臨嘉定，榜求諸生著述時，即抱所著《小隱山房文集》二十餘卷自告於南皮先生之門，香濤亦頗賢之，拔補學宮弟子。
- 光緒八年壬午(1882年)在四川鄉試中得中舉人，後四上公車不第。光緒二十一年，投身公車上書活動，並又上書都察院代奏，其言詞切直，輒洋洋數千言，痛陳當世劉弊，提出抗簽和約、遷都抗戰、變法圖強等主張，書上三日，被擱置不決。遂義憤填膺復上萬言書，力求朝廷決斷。提出選樞臣、擇統帥、一事權、罷奸人、破資格、簡精銳，裕軍餉等七大要目，斷言和議與西巡均非善策。同年，中進士。在廷對朝考時，力陳時事，侃侃不撓屈，當奉旨以知縣分發山東即用。
- 山東巡撫李秉衡委襄折議，繼任巡撫張汝梅委充發審。李、張均傾心倚重，視為奇才。在他依次候官于山東時，巡撫李秉衡委查福山知縣康鴻逵煙台海防得失案時，他無所阿附，在當時當地的吏治軍政的改觀中有良好影響；會朝廷詔向內外臣屬致國家富強之策時，他代李秉衡所草疏奏中說，富強之道不外實事求是，明賞罰以勵人才、禁貪污以固人心、誅叛逆以存紀綱而已。若夫舉辦鐵路、礦務為富強之基，如臣工之所議者，則必俟吾國學校呂明、教成法立、能制機器、辨礦質而後舉行之，庶無乏才僨事之虞。今不精其學、習其器，徒效法歐美，使吾田野平庸之流，參與其間，竊恐富強之效未見，而貧弱已伏於目前矣。對此，李秉衡視之為探本窮源之論。
- 1898年正月九日，巡撫張汝梅派他為撫院收審詞訟兼府縣發審時，首向消弭命案、盜案之策，他答以消弭命案、盜案，重在育人重才。人才之興，則在於廣辦學堂，變科舉、停捐納，嚴保舉、而溯其發端則在改官制、裁冗員，洋洋數千言，為變法維新提出了綱領性意見。是年五月五日，朝廷果然通令：廢八股而改試策論。同月二十二日，又令飭北京、河北省各府州縣設立大、中、小學校。同年六月六日，又頒發馮桂芬議，謂所言之改官制、汰冗員，停官例、易胥吏，用鄉官、免迴避、厚養廉，飭各部院聽候旨意行事，由是他愈是感激言事；六月二十日，他又請用銀本位，鑄銀幣抵制外幣以免利源外溢，六月二十九日，他建議傳訊僚屬，開誠布公講求一省興革事宜，民生利弊、中外治略而因以考核其賢能，從而考察其過錯，七月十三日，他歷陳河工學堂財政辦法；同月十五日，建議裁汰定員，言光緒帝勵精圖治、百度維新，建議舉辦武備農工商礦學堂，理論與實踐結合，並謂老師宿儒稍拘成見尚難稱職，任用買官者擔負重任，必以其不學無術而行事舛錯，他之此一意見，一時傳遍山東，遂有改官而去者，其聲名亦由此而愈顯著，七月二十八日，朝廷遂下令：著藩、皋、道、府專摺奏事，州縣官由督撫原封呈遞，毋得稍事阻格，如敢違抗，一經發覺，即將該省地方官嚴行懲辦。」於是，他益發衷誠，晝夜繕具萬言書，在明是非，嚴賞罰．選督撫、定官制，勤考察、提耗羨，裁寺廟，昭民信等方面痛陳當時利弊。
- 光緒二十五年己亥五月十五日，巡撫毓賢派他核查河工，自濼口至利津海口南北兩岸千餘里，皆逐段詳勘，毫無遺漏，致是年河堤鞏固，人民未遭水患。同年十月十日，他又奉命調查沂州府七縣蝗災，下車訪問，無村不至，抵莒州，知州錢心潤以責押報災人民，被控，他據實詳報，有「平生讀《孟子》有司莫告之章，今不幸竟遇其人」之語，藩司張安圃嘗為同官誦之，謂為「不愧讀孟書人」。
- 光緒二十六年庚子，毓賢以辦理教案不善去官，而由袁世凱繼任山東巡撫。當時朝政日非，群臣諱莫如深，義和團力量擴展，八國聯軍進犯北京，兩宮西巡，閏八月三日，他又上書藩司，言「自帝病錮以來，母后臨朝，權奸弄柄，時以廢立為心，大肆排外，禍及宗社，乘輿播遷，雖殺若輩於市朝，不足以謝我先皇於地下，為今之計，列強既據有京師，以討亂為名，必無廢然自返之理，代願內外大距，善治筐篚，遣使犒師，請其助我迎立今上，誅鋤首惡，然後依法從事，則名義出自中朝，尤為國有人焉。不然，變生中道，何以維繫人心」。藩司張汝梅得書驚懼，囑濟南知府盧昌貽大力勸告，謂「方今宦途，傾軋成風，讒人之言足畏，豈可授人以柄」。他則不以為然。袁世凱繼鋶賢任山東巡撫後，他雖洞察其奸，亦不畏權勢而上書，請袁兵「勤王討賊」，直趨晉省，掩其不備，以除「君側」之惡，迎光緒帝回京實行一切「新法」。袁世凱得書大怒，並謂濟南知府盧昌貽曰：「如此，是赤我族也」．關東起兵討卓(董卓)乃漢曹操事也，林竟以操況我乎?」，令下濟南府，責以「位卑言高」、「荒謬亂為」、「遇事生風」，應「罷官登簡」。濟南府知府盧昌貽欲以奴子竊名開脫其罪，他則憤然曰：「國家興亡大事，委罪奴子，竊為士大大羞矣!」，遂罷官去職，寓居上海，館於廣東回鄉會，並應英國浸禮教傳教土李提摩太之請，撰寫《五洲教案紀略》、《歐州百名人傳》。書成之時，乃山西教案事發之日。
- 光緒二十七年（1901年）辛丑，西人為山西教案索賠命價，晉撫岑春煊電告全權大臣李鴻章，請西人簡派夙有交於晉者去北京會談，英、美公使委派美籍教土李提摩太去北京談判。李鴻章即電告全權代表、晉撫岑春煊，囑其約他同行。初議之中，李提摩太以兩人因案喪命者一百五十餘人，應賠償命價銀一百五十萬兩。晉撫岑春煊苦於賠款甚鉅，請他出面屢為晉人辨解，始達成協議而賠款五十萬兩，分十年償付，用以創辦山西大學堂，期滿交還晉人自辦，並由雙方簽約結案，當他剛返滬八月之時，李提摩太即電晉撫索取當年「罰金」五萬兩匯滬購圖書儀器。岑以興立學堂為晉省奉旨應辦事務，請求減讓賠款並免去「罰」字。李提摩太恃强恣意責斥晉撫違約曰：“款即不交，罰又不認，學堂事且不提，人命案作何了結”。岑大恐，又邀洋務總辦沈敦和電請他從中關說，復派知縣周之驤至滬敦請他出面與李提摩太從新具草，不以口舌爭。他特以「開辦」易“罰”字，屢出示李提摩太，李提摩太未提出異議。約成之後，電達兩江總督及江蘇巡撫，借海關道鈐印合約結案。當時西人橫加壓力，諸大臣極端恐懼，束手無策以對，邀功幸賞者，莫置一啄，而他卻以談笑出之，終得收回賠款以興辦學堂。當其自山西歸，取道山左，曾語盧昌貽曰：「朝圻天生一副傲骨，自負絕代奇才，在魯數年，竟無知我者。今別矣，何以教我?」語甚氣憤。他在調和教案結束後重入北京，目睹京城凄涼之景象而傷感不已，因賦七律兩首，其中之一為：『愛國方無愧國民，身經九死一生地，小試牛刀和教案，周宗宮室傷禾黍，忠君尤不算忠臣。成功千秋萬古人。屢批鱗甲凌尊宸。忿懣填膺總未伸。』
- 1910年冬，他挈眷歸里，抵成都，閒遊武侯祠，撫今追昔深有感觸，當撰刻楹聯贈送武侯祠曰：『天下事尚可為哉？當兩宮西狩，我曾請勤王討賊，同深大清，恨孺子不足與謀，銜壁輸繒傷國體，古之人亦足悲矣！憶三顧南陽，公早言伐魏聯吳，共扶炎漢，惜先帝竟忘斯語，託孤寄命碑臣心。』，留成都期間曾應友人約在尊經書院主講《春秋》。
- 光緒二十九年癸卯，在威遠鳳翔書院講學，並在威遠縣高等小學堂講授經史。同時，在鳳翔台廟宣布關聖人罪狀為：『荊州不失，蜀國不亡』。令諸人毀其神像，以懲其罪，並興學校教化當時當地學子。該廟主持不服，上告敗訴，遂持刀在熊華堂伏擊於他，以其擋護恰當，只傷其口唇。該廟主持懼於殺人之罪，而自首服法。
- 宣統元年已酉，朝廷啟用舊員，他又改官江南，兩江總督委修江蘇通志併兼任江蘇圖書館總辦。
- 辛亥革命後，於民國元年，任南京內務部圖書局長。隨即告老還鄉，朝夕以鑽研藏書為樂。在其鄉居的年月中，每語涉往事，則談笑風生，鋒棱銳氣不減當年。他曾斷言：「袁世凱既篡大清，必叛民國」。
- 1915年2月，袁世凱在日、英支持下，公然恢復君主制，自稱「中華帝國皇帝」，下詔改1916年為洪憲元年，準備於元旦登極。他在忿恨中秉筆為護國軍草檄討袁，宣布袁世凱十大罪行，辭嚴義正，時人贊之為陳琳、駱賓王和當代林孟子。因他在1901年奉命調和山西教案時，晉撫岑春煊及張安圃等同僚在稱讚他的語詞中有「朝圻服膺孟子，樂其道而忘人之勢」之語。
- 1928年11月前，他飲食少進，四肢乏力，自知不起，但坦然自適，親友省視時，曾順口占律自娛曰：『一病終宵苦不眠，百年功過從頭數，自此身心歸大化，死生夢幻尋常事，枕衾輾轉困堪憐。千古文章歷劫傳。將來耆舊列前編，回首青山跨鶴旋』。同年之前，他曾撰春聯以明志曰：『恥為五斗米折腰，甘為一封書罷職，彭澤功名飛鳥倦，昌黎忠直鱷魚知』。11月4日病逝，終年八十一歲，葬於老宅附近小隱山麓與繼氏劉夫人同墓。
- 原配李氏夫人早逝，繼娶洪氏、曾氏、任氏，劉氏等夫人，共育子七：長搏九、次扶九均早卒，再次夢九、錫九、福九，又次麟九殤逝，最幼龍九，共育女十二：其六夭折，余均聘於士族。